# Phryganoporus candidus
Phryganoporus candidus, és una espècie d'aranya araneomorfa de la família dels dèsids (Desidae). Fou descrita per primera vegada per Ludwig Carl Christian Koch l'any 1872.
També anomenada foliage webbing spider, és una aranya abundant tot i que és endèmica de Austràlia. Fa uns 10 mm de llargada, d'un color entre gris platejat a marró, amb marques fosques a l'abdomen. El nom d'espècie deriva de llatí candidus ("blanc brillant"), i fa referència al color de les potes.
A diferència de la majoria d'altres aranyes, P. candidus viuen socialment fins a l'etapa subadulta o adulta: els individus viuen junts en un niu construït sobre fullatge. Els mascles hi viuen fins a l'etapa d'adulta i només llavors deixen el niu comunal. Aquest niu comunal té una àrea de retir interior; molts forats d'entrada donen accés a una xarxa de passatges interconnectats, i una àrea exterior feta de seda del cribel serveix per la captura de preses. Un niu pot arribar a tenir unes 600 aranyes. Els nius d'aquesta mida atreuen molts paràsits d'artròpodes.